# Däuren Käripow
Däuren Aitbajuly Käripow (kasachisch Дәурен Айтбайұлы Кәріпов, russisch Даурен Айтбаевич Карипов Dauren Aitbajewitsch Karipow; * 2. Juli 1969 im Taldygorkan-Gebiet, Kasachstan) ist ein kasachischer Diplomat. Von 2019 bis 2022 war er außerordentlicher und bevollmächtigter Botschafter der Republik Kasachstan in der Bundesrepublik Deutschland.

## Karriere
Käripow studierte an der Kasachischen Ablai Khan Universität für internationale Beziehungen und Weltsprachen (1994) und wurde dann Referent im Ministerium für Verkehr und Kommunikation der Republik Kasachstan. Von 1995 bis 1998 hatte er verschiedene Positionen im Außenministerium der Republik Kasachstan. Von 1998 bis 2001 hatte er die Stellung eines dritten Sekretärs der Botschaft der Republik Kasachstan in der Bundesrepublik Deutschland inne. Bis 2003 war er zweiter Sekretär in der Abteilung für konsularische Dienstleistungen im Außenministerium. In den darauffolgenden Jahren bis 2007 durchlief er die Stationen zum dritten Sekretär, zum Vizekonsul und zum Konsul des Generalkonsulats in Frankfurt am Main. Danach war er ein Jahr lang Abteilungsleiter für konsularische Dienstleistungen im Außenministerium der Republik Kasachstan und danach vier Jahre lang bis 2012 Botschaftsrat von Kasachstan in der Schweiz. Jeweils für ein Jahr fungierte Käripow dann als Botschaftsrat im Außenministerium und in der Bundesrepublik. Von 2014 bis 2016 wurde er zum Gesandten des Botschaftsrats der Botschaft von Kasachstan in Deutschland bestellt und 2016 bis 2019 amtierte Käripow als  Generalkonsul von Kasachstan in Frankfurt am Main. Vom 6. Juni 2019 bis 2022 war er Botschafter der Republik Kasachstan in der Bundesrepublik Deutschland in Berlin.
Käripow spricht neben seiner Muttersprache Kasachisch auch noch Russisch, Deutsch und Englisch. Er ist mit Karlygash Karipova verheiratet und hat drei Kinder.